# Рей Ганніген
Рей Ганніген (англ. Ray Hannigan, 14 липня 1927, Тіммінс — 18 липня 2020, Меса, США) — канадський хокеїст, який грав на позиції крайнього нападника.

## Ігрова кар'єра
Професіональну хокейну кар'єру розпочав 1948 року. Усю професіональну клубну ігрову кар'єру, яка тривала 8 років, провів, захищаючи кольори команди «Торонто Мейпл-Ліфс». Зіграв 3 матчі в НХЛ. Його брати, Пет та Горд, також були професіональними хокеїстами.